# Forvo
 (septembre 2021).
Si vous disposez d'ouvrages ou d'articles de référence ou si vous connaissez des sites web de qualité traitant du thème abordé ici, merci de compléter l'article en donnant les références utiles à sa vérifiabilité et en les liant à la section « Notes et références ».
En pratique : Quelles sources sont attendues ? Comment ajouter mes sources ?
Forvo.com,,, est un site Internet qui permet d'accéder à la reproduction de la prononciation de mots en différentes langues, afin de faciliter l'apprentissage de ces langues. Forvo est lancé en 2007 et devient opérationnel en 2008. En 2013, le magazine Time le classe parmi les 50 sites meilleurs sites web de l'année. Forvo.com est détenu par Forvo Media SL, qui est situé à Saint-Sébastien, en Espagne.

## Fonctionnement
Le guide de prononciation Forvo est reconnu comme l’un des plus importants du genre sur Internet[réf. nécessaire]. Toutes les prononciations sur le site sont réalisées dans la langue maternelle des locuteurs. Les utilisateurs inscrits jouissent du droit de voter, positivement ou négativement, sur la qualité des prononciations rendues, dans un effort de qualifier et promouvoir les meilleures d’entre elles, notamment en les plaçant en haut des listes des résultats de recherche. Dans cet esprit, les mots sont aussi soumis à examen et peuvent être édités par les bénévoles du site. 
Forvo.com utilise la technologie Adobe Flash pour en enregistrer les audiogrammes.
Forvo peut être utilisé sur GoldenDict comme dictionnaires de prononciation. Il est nécessaire de payer une clé API.